# Radio universitaire namuroise
 (août 2012).
Pour les articles homonymes, voir RUN.
La Radio universitaire namuroise (RUN) est une radio associative francophone belge émettant de Namur sur la fréquence de 88.1.

## Historique
Le projet est né en 1992. C'est au départ une association sans but lucratif (asbl) créée par des étudiants des facultés universitaires Notre-Dame de la Paix et des membres du personnel de l'université. 
La RUN émet sur les ondes depuis avril 1993 sur la fréquence 106.4 avec une puissance de 100 watts et en streaming depuis l'automne 2004.
Depuis le 22 juillet 2008, la RUN a changé de fréquence, elle est passée de 106.4 à 107.1 avec une puissance de 398 watts.
À partir du 1er janvier 2012, RUN échange sa fréquence avec Radio Studio One et passe sur le 88.1 MHz, ce qui permet une meilleure couverture sur le grand Namur.

## Coopération
La RUN est membre de la Plateforme des associations namuroises actives dans le secteur des musiques actuelles (PANAMA, gestionnaire de la salle de concerts Le Belvédère) et de la CRAXX, plateforme des radios associatives en Belgique francophone.